# سقاية حاجبة خاتون
سقاية حاجبة خاتون
من السقايات التي اقيمت في مدينة بغداد، خلال العهد العثماني لينتفع منها سكانها وزائريها، سقاية حاجبة خاتون، وكانت تقع في محلة الامام طه في الجانب الشرقي عند جامع حاجبة خاتون، ولا نعلم تاريخ انشائها، وقد نقضت مع المسجد عند توسعة شارع الرشيد، وقد ذكرها الشيخ محمد بهجة الأثري سنة 1925.